# Dínos Katsourídis
Dínos Katsourídis (grec moderne : Ντίνος Κατσουρίδης), né en 1927 à Nicosie (Chypre) et mort le 28 novembre 2011, est un réalisateur, scénariste, directeur de la photographie, monteur et producteur d'une soixantaine de films grecs.

## Biographie
Né à Chypre du temps de la présence britannique, Dínos Katsourídis a donc la nationalité britannique, même s'il est considéré comme un professionnel du cinéma grec.
Dínos Katsourídis commença des études de sciences économiques à l'Université d'Athènes avant de suivre les cours de l'école de cinéma Stavrakos.
Il travailla d'abord comme assistant sur les plateaux de cinéma avant de devenir lui-même réalisateur. Il maîtrisait la technique puisqu'il intervenait depuis la direction de la photographie jusqu'au montage.
De 1951 à 1959, il fut sous contrat avec la Finos Film. Ensuite, il devint indépendant.

## Filmographie sélective
En tant que réalisateur
- 1960 : Crime dans les coulisses
- 1960 : Je suis innocent
- 1963 : Monsieur le colonel de l'aviation
- 1963 : La Boîte à surprises
- 1965 : Sans Scrupules
- 1966 : Bref Entracte
- 1970 : Un Vengos à tout faire
- 1970 : Thanassis, Juliette et les saucisses
- 1971 : Qu'as-tu fait à la guerre, Thanassis ?
- 1972 : Prends ton fusil, Thanassis
- 1973 : L'Homme qui marchait beaucoup
- 1976 : Thanassis au pays de la gifle (avec Pános Glykofrídis)
- 1979 : Le Monde loufoque de Thanassis
- 1979 : L'Élève chauve
- 1980 : Vengos, le kamikaze fou
- 1982 : Thanassis et le mauvais serpent
- 1987 : Le Songe d'une nuit de gauche
- 1991 : Jours tranquilles d'août

## Récompenses
- Semaine du cinéma grec 1960 (Thessalonique) : sélection pour Crime dans les coulisses
- Semaine du cinéma grec 1965 (Thessalonique) :
  - Sélection pour Sans Scrupules
  - Meilleure photographie pour Sans Scrupules
- Festival du cinéma grec 1966 (Thessalonique) : Sélection pour Bref Entracte